# Magical Tetris Challenge Featuring Mickey
Magical Tetris Challenge, conocido en Japón como Magical Tetris Challenge Featuring Mickey (マジカルテトリスチャレンジ featuring ミッキー Majikaru Tetorisu Charenji Fīcharingu Mikkī?, lit. "El Desafío del Tetris Mágico protagonizado por Mickey") es un videojuego lógico, desarrollado y publicado por Capcom para Nintendo 64, Game Boy Color, PlayStation y Arcade (La versión de la consola fue lanzado en Japón y Europa). La versión de Game Boy Color bajo el nombre titulado The Adventure of Tetris with Mickey and Friends (テトリスアドベンチャー すすめミッキーとなかまたち Tetris Adventure Susume Mickey to Nakama-tachi?, lit. "La Aventura del Tetris con Mickey y sus Amigos"). Fue lanzado en 20 de noviembre de 1998. Es una versión de Tetris, protagoniza a los personajes de Disney. Es uno de los pocos títulos de Nintendo 64 en 2D.